# Ergün Çakır
Ergün Çakır (* 10. März 1983 in Tiel) ist ein niederländisch-türkischer Fußballspieler.

## Karriere
Çakır kam als Sohn von türkischstämmigen Eltern im niederländischen Tiel auf die Welt und erlernte hier in den Nachwuchsabteilungen örtlicher Amateurvereine das Fußballspielen. 2007 wechselte er in die Türkei und heuerte bei Eyüpspor an. Nachdem er drei Spielzeiten für diesen Verein gespielt hatte, wechselte er innerhalb der TFF 2. Lig zu Elazığspor. Mit diesem Verein wurde er zum Saisonende Meister und stieg in die TFF 1. Lig auf. Trotz dieses Erfolges verließ er diesen Verein im Sommer 2011 und zog zu Bandırmaspor weiter.
Nach einer halbjährigen Tätigkeit für Turgutluspor wechselte Çakır im Frühjahr 2013 zum Schwarzmeerklub Giresunspor. Mit diesem Klub beendete er die Saison als Meister der TFF 2. Lig und stieg in die TFF 1. Lig auf. Çakır trug mit seinen 15 Ligatoren erheblich zu diesem Erfolg bei und war der erfolgreichste Torschütze seines Vereins. Mitte April 2015 verließ er diesen Klub vorzeitig.

## Erfolge
Mit Elazığspor
- Meister der TFF 2. Lig und Aufstieg in die TFF 1. Lig: 2010/11

Mit Giresunspor
- Meister der TFF 2. Lig und Aufstieg in die TFF 1. Lig: 2013/14